# Engel György
Engel György Ákos (Budapest, 1909. február 8. – Bergen-Belsen, 1945. március 28.) magyar producer, gyártásvezető és forgatókönyvíró.

## Élete
Engel Béla Wolf (1882–1945) papírgyáros, kereskedő és Hamburger Róza énektanárnő gyermekeként született izraelita családban. 1938-ban áttért a római katolikus vallásra. Húga Engel M. Lívia forgatókönyvíró volt. A gimnáziumi érettségi után Joe Pasternak magyarországi produkcióinál dolgozott naplóvezetőként, majd Hermann Kosterlitz rendezőasszisztense volt. 1937 júniusában Ráthonyi Ákossal megalapította és vezette a Focus Film Kft-t, amelynek törzstagja lett.

## Családja
Apai nagyszülei Engel Adolf és Steiner Róza voltak. Anyai nagyapja Hamburger Mór (1857–1935) a Hamburger és Birkholz papír-és nyomdaipari részvénytársaság elnöke volt.

## Filmjei

### Producer
- Tisztelet a kivételnek (1936, Ráthonyi Ákossal)
- Fizessen, nagysád! (1937, Ráthonyi Ákossal)

### Gyártásvezető
- Tisztelet a kivételnek (1936)

### Forgatókönyvíró
- Madách - Egy ember tragédiája (1944, Engel Líviával, Peéry Pirivel és Radványi Gézával)